# 1997년 특수목적고 자퇴파동
1997년 특수목적고 자퇴파동은 1997년부터 1999년까지 대한민국의 특수목적고등학교의 비교내신제도 폐지에 반발, 해당 학교 학생들의 상당수가 학교를 자퇴하여 검정고시에 응시한 사건을 말한다.

## 자퇴 파동과 학교에 미친 영향
- 1997년 폐지 발표 이후, 자퇴 대신 수업을 거부하는 학생들도 많았으며, 일부 학교는 학생들의 이탈이 많아 휴교를 검토하기도 하였다.[1] 1998학년도 입시에서 해당 고등학교 지원률이 큰폭으로 감소하기도 하였다.[2]
- 1998년에는 해당 학교 학부모들의 항의 시위가 벌어졌다.[3]
- 일부 과학고등학교의 경우, 자퇴와 증가한 KAIST 진학으로 인해, 3학년 학생의 숫자가 입학 정원의 1/3 수준으로 감소하기도 하였으며, 이로 인해 정상적인 수업에 차질을 겪기도 했다.

## 비교내신제도 폐지에 대한 비판
- 비교내신제도의 폐지는 특목고나 비평준화고교 재학생들에게 불합리한 불이익을 발생한다는 점에서 비판을 받았으나, 비교내신제도가 폐지될 것이라는 사실을 이미 알고 있었음에도 학생 본인이 특목고를 선택한 것이므로 그에 상응하는 불이익 또한 짊어져야 하는 것이라는 주장도 있었다.